# Niederurner Tal

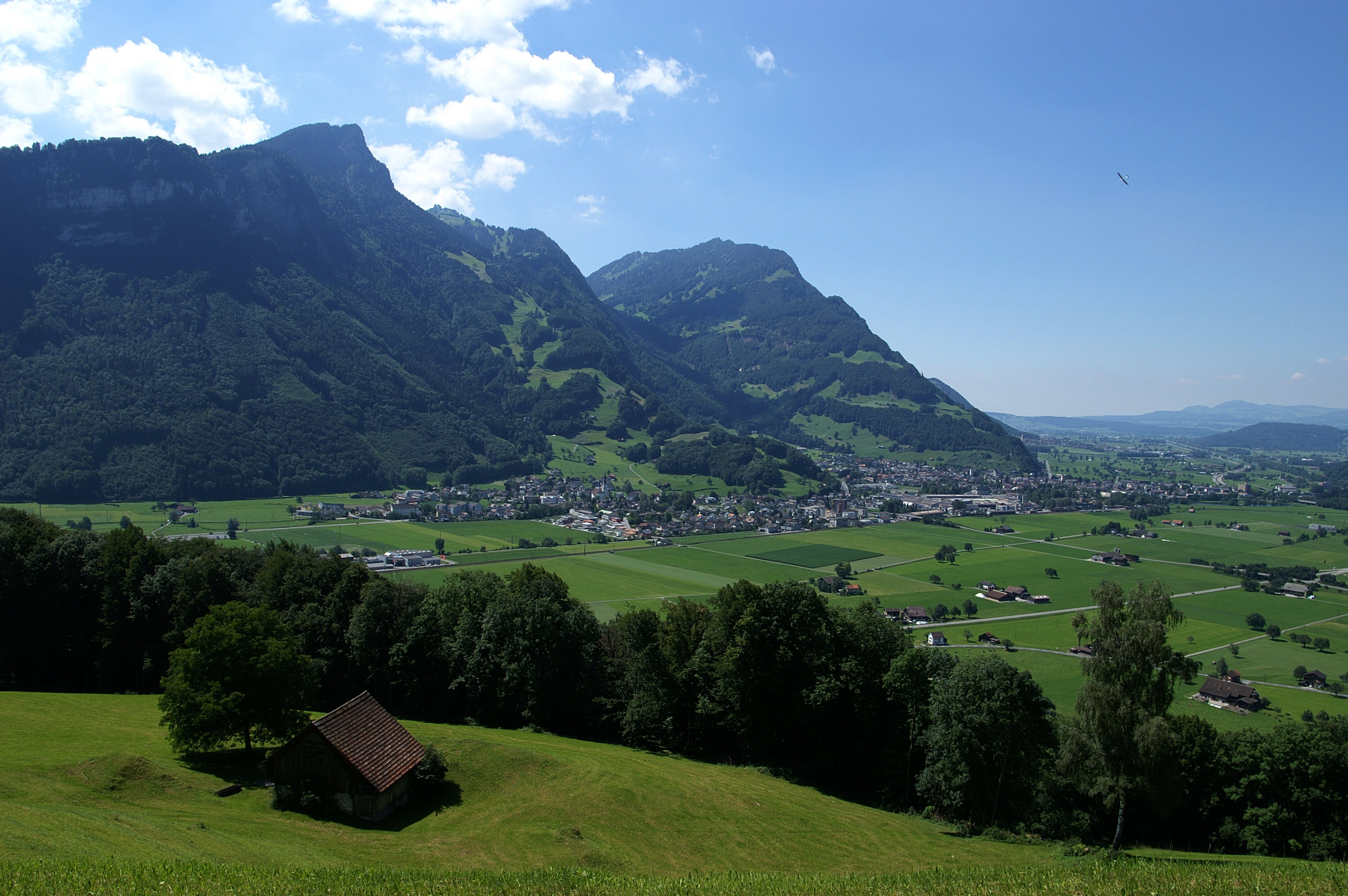
Niederurner Tal (Einschnitt Bildmitte) mit Hirzli darüber, Riseten links

Das Niederurner Tal – auch Niederurner Täli – ist eine Talschaft in Niederurnen im Schweizer Kanton Glarus. Als öffentliche Zubringerin dient die Luftseilbahn Niederurnen-Morgenholz (LNM). Flankiert wird die Talschaft vom Wageten, Brüggler, Chöpfenberg, Planggenstock und Hirzli. Der Niederurner Dorfbach durchfliesst das Tal vom Westen nach Osten.
Südlich schliesst sich das Oberurner Tal an, in dem die Bergliegenschaft Tschingel (878 m ü. M.) liegt. Der Bach durch das Oberurner Tal heisst bis zum Tschingel Lochbach. Danach stürzt er über die Wasserfälle nach Niederurnen und wird Falletenbach benannt.